# Droguetia humbertii
Droguetia humbertii är en nässelväxtart som beskrevs av Jacques Désiré Leandri. Droguetia humbertii ingår i släktet Droguetia och familjen nässelväxter. Inga underarter finns listade i Catalogue of Life.